# Playing with Fire (singel Liama Cacatiana Thomassena)
Playing with Fire – singel Liama Cacatiana Thomassena, wydany 10 grudnia 2016 nakładem Universal Music.
Singel dotarł do 6. miejsca na oficjalnej szwedzkiej liście sprzedaży, a także uzyskał w Szwecji status platynowej płyty.

## Lista utworów
- Digital download[1]

1. „Playing with Fire” – 3:20

## Notowania
| Kraj    | Notowanie (2016)  | Najwyższa pozycja | Certyfikat             |
| ------- | ----------------- | ----------------- | ---------------------- |
| Szwecja | Sverigetopplistan | 6                 | - SWE: platynowa płyta |